# Claire Watson
Claire Watson (3 de febrero de 1927, Nueva York - 16 de julio de 1986, Utting am Ammersee, (Alemania) fue una soprano estadounidense, particularmente asociada al repertorio lírico de Mozart y Richard Strauss.

## Biografía
Nacida Claire McLamore, estudió en la Escuela de Música de Eastman (Eastman School of Music - ESM) de la Universidad de Rochester, Nueva York y después, de forma privada con Elisabeth Schumann y Sergius Kagen, en Nueva York. Continuó posteriormente sus estudios en Europa, en donde estudió en Viena con Otto Klemperer. Debutó en el escenario en Graz, Austria, como Desdemona, en Otello en 1951.
Fue contratada por la Ópera de Frankfurt en 1955, en donde cantó una gran variedad de roles, entre los que destacan: la Condesa de Almaviva en Las bodas de Fígaro, Pamina en La flauta mágica, Elisabeth en  Tannhäuser, Leonora en La fuerza del destino , Aida, Tatyana en Eugenio Oneguin, Fiordiligi en Così fan tutte, Elizabeth de Valois en Don Carlo y la Mariscala en El caballero de la rosa, papel con el que debutó en la Royal Opera House, Londres en 1958 y en el Festival de Glyndebourne en 1960.
En 1958, se convirtió en miembro estable de la Ópera Estatal de Baviera de Múnich, Alemania, en donde cantó los roles de Eva en Los maestros cantores de Núremberg y de Siglinda en La valquiria.
Desarrolló además una exitosa carrera internacional, cantando regularmente en los teatros de ópera de Berlín, Viena, Salzburgo, Milán, San Francisco, Chicago y Buenos Aires, entre otros.
Cantante de considerable calidez, musicalidad y sinceridad, fue también muy admirada por sus interpretaciones de Ariadna en Ariadne auf Naxos, la Condesa en Capriccio, ambas de Richard Strauss y especialmente como Ellen Orford en Peter Grimes, actuación de la que dejó una memorable grabación, dirigida por el mismo Benjamin Britten.
También puede ser escuchada en otras grabaciones en los roles de Agathe en Der Freischütz, bajo la batuta de Lovro von Matačić, de Donna Anna en Don Giovanni, con Nicolai Ghiaurov y Nicolai Gedda, bajo dirección de Otto Klemperer, en el papel de Eva en una grabación en directo de Los maestros cantores de Núremberg, dirigida por Joseph Keilberth y en el papel de Gutruna en El ocaso de los dioses que forma parte integrante de la célebre grabación en estudio de El anillo del nibelungo, dirigida por Georg Solti con la Filarmónica de Viena.

## Videografía
- Strauss: Ariadne auf Naxos [versión original] (Sills, Nagy; Leinsdorf, 1969) [concierto en directo] VAI.